# Skara domkapitelhus
Skara domkapitelhus är en byggnad i kvarteret Venus vid Östra Kungshusgatan 1/Skoltorget 2 i Skara. Byggnaden, som uppfördes 1746, förklarades som statligt byggnadsminne den 25 januari 1935, blev enskilt byggnadsminne den 1 januari 1989 och med nya skyddsföreskrifter beslutade den 22 januari 2001.

## Historia
Den äldsta delen av domkapitelhuset är uppförd 1746. 1787 tillkom den nuvarande vindsvåningen under brutet tak med valmat övre fall och gavelfronton mot Skoltorget. Huset förlängdes mot öster och utbyggdes mot söder 1913–1914 efter förslag av arkitekten Torben Grut. Ytterligare en gavelfronton mot Skoltorget tillkom då samt utbyggnaden mot söder med den stora sammanträdessalen på övervåningen. Från denna tid och fram till den senaste renoveringen låg huvudentrén i hörnet mellan det äldsta huset och den södra utbyggnaden.
Huset fungerar sedan 1700-talet som kyrkans kansli och senare stiftsnämndens kansli. Då biskopen bodde på Brunsbo biskopsgård fanns här en övernattningslägenhet för dennes räkning på vinden. När Brunsbo övergavs som biskopsgård 1938 inrättades ett arbetsrum för biskopen i domkapitelhusets övervåning, idag används detta som samlingslokal. På vindsvåningen fanns också hyreslägenheter för privatpersoner, bland annat lokalprofilen Andreas Nilsson, en sinnessjuk adjunkt som fyllde sin bostad och delar av uthusen med sina samlingar av allehanda föremål, vindsvåningen inreddes 1989–1990 med kontor. I bottenvåningens västra del fanns under 1900-talet en butikslokal, en bok- och pappershandel som stängde så sent som på 1990-talet, skyltfönster och entrédörr till butiken finns fortfarande kvar men butikslokalen är nu sammanträdeslokal. Domkapitelhuset restaurerades invändigt senast 1989–1990 då bland annat vinden inreddes med kontor, en hiss monterades i utbyggnaden mot söder samt uppfördes en ny entrébyggnad som kopplar samman huset med byggnaden söder om domkapitelhuset.
Gårdens lilla uthusbyggnad av sten kan ha tillkommit vid någon av tillbyggnaderna 1787 eller 1913–1914. Stallet och vagnsliderlängan är troligen från början av 1900-talet. Stallet användes först som stall, senare som garage, så länge biskopen hade sin övernattningslägenhet i domkapitelhuset, det vill säga fram till 1938.
Domkapitelhuset blev statligt byggnadsminne den 25 januari 1935. 1988 förvärvades det av Prästlönefonden i Skara stift, med tillträde den 1 januari 1989. Därmed var det inte längre statligt byggnadsminne. Nya skyddsföreskrifter beslutades den 22 januari 2001.

## Beskrivning
Domkapitelhuset ligger sydost om domkyrkan vid Södra kyrkogatan och Skoltorget. Byggnadsminnet består av domkapitelhuset och tre gårdsbyggnader. Domkapitelhuset är ett putsat stenhus i gul kulör i två våningar med två frontespiser mot Skoltorget som har årtalen 1787 och 1913 på fasaden. Det första årtalet markerar tillkomsten av vindsvåningen och den västra frontespisen. Det senare avser tillbyggnaden av den östra delen som utfördes 1913–1914 efter förslag av arkitekten Torben Grut. Vid en ombyggnad 1989–1990 förbands huset via en nybyggd entrébyggnad med huset norr om domkapitelhuset.
På bottenvåningen i den östra delen av huset sitter de ursprungliga fönstren med små rutor och lösa innanfönster kvar. Övriga fönster är också spröjsade men är kopplade med tre rutor i varje båge. Dessa fönster har dock bevarade äldre valsade eller till och med munblåsta glas. I bottenvåningens västra del har länge legat en pappershandel vars skyltfönster och entrédörr bevarats. Ytterdörren har en helfransk konstruktion med en nedre fyllning av trä och en större glasad del upptill samt en dörromfattning av trä och ett överljusfönster. Dörrens och omfattningens listverk är rikt profilerade och av karaktären att döma är de från 1800-talets senare del. Mot gården har domkapitelhuset en sekundärt tillkommen entré med stramare karaktär med en rektangulär dörromfattning av röd kalksten. Dess pardörr är av halvfransk konstruktion och har träspeglar nedtill och strukturglas upptill, ett överljusfönster är placerat ovanför stenomfattningen. Den tidigare huvudentrén i utbyggnadens hörn är en enklare dörr endast dekorerad med ett litet oxögefönster. Dörren är rundad upptill och sitter i en halvrund nisch i väggen och har en stentrappa mot gården.
Domkapitelhuset består av källare, två våningar samt en inredd vind. Dagens källare har betonggjutna väggar och har tillkommit under 1900-talet. I utbyggnaden mot söder är taken valvslagna, ett stort trapphus med avsatser mellan våningsplanen dominerar denna del av huset liksom en stor sammanträdessal på övervåningen. I domkapitelhusets äldsta västra del finns en mindre spiraltrappa. På dess bottenvåning finns de gamla butikslokalerna, idag sammanträdeslokal, samt kapprum med toaletter. På övervåningen finns bland annat biskopens före detta arbetsrum med bevarade väggfasta/platsbyggda bokhyllor. På vinden har man byggt nya rumsavskiljande väggar för att skapa en fil av kontorsrum. Från de gamla bostadslägenheterna finns fyllnadsdörrar och ett par kakelugnar kvar på plats.
Gårdshusen utgörs av en liten gul kvadratisk uthusbyggnad av sten med tegeltak som står mittemot den södra utbyggnaden. En uthuslänga för bland vagnslider samt en stallbyggnad är placerade längs tomtgränsen mot söder och öster. Dessa är delvis byggda av tegel men mot gården har de träväggar med fasspontpanel i ljus kulör, taken är plåtklädda.